# Farragut (Iowa)
Farragut és una població dels Estats Units a l'estat d'Iowa. Segons el cens del 2000 tenia 509 habitants.

## Demografia
Segons el cens del 2000, Farragut tenia 509 habitants, 221 habitatges, i 144 famílies. La densitat de població era de 531,2 habitants/km².
Dels 221 habitatges en un 27,6% hi vivien nens de menys de 18 anys, en un 55,7% hi vivien parelles casades, en un 7,2% dones solteres, i en un 34,8% no eren unitats familiars. En el 32,1% dels habitatges hi vivien persones soles el 22,2% de les quals corresponia a persones de 65 anys o més que vivien soles. El nombre mitjà de persones vivint en cada habitatge era de 2,3 i el nombre mitjà de persones que vivien en cada família era de 2,85.
Per edats la població es repartia de la següent manera: un 25,9% tenia menys de 18 anys, un 5,1% entre 18 i 24, un 23,2% entre 25 i 44, un 22% de 45 a 60 i un 23,8% 65 anys o més.
L'edat mediana era de 42 anys. Per cada 100 dones de 18 o més anys hi havia 80,4 homes.
La renda mediana per habitatge era de 34.250 $ i la renda mediana per família de 47.813 $. Els homes tenien una renda mediana de 31.397 $ mentre que les dones 21.000 $. La renda per capita de la població era de 16.667 $. Entorn del 3,9% de les famílies i el 7,5% de la població estaven per davall del llindar de pobresa.

## Poblacions més properes
El següent diagrama mostra les poblacions més properes.